# Mauer (Baden)

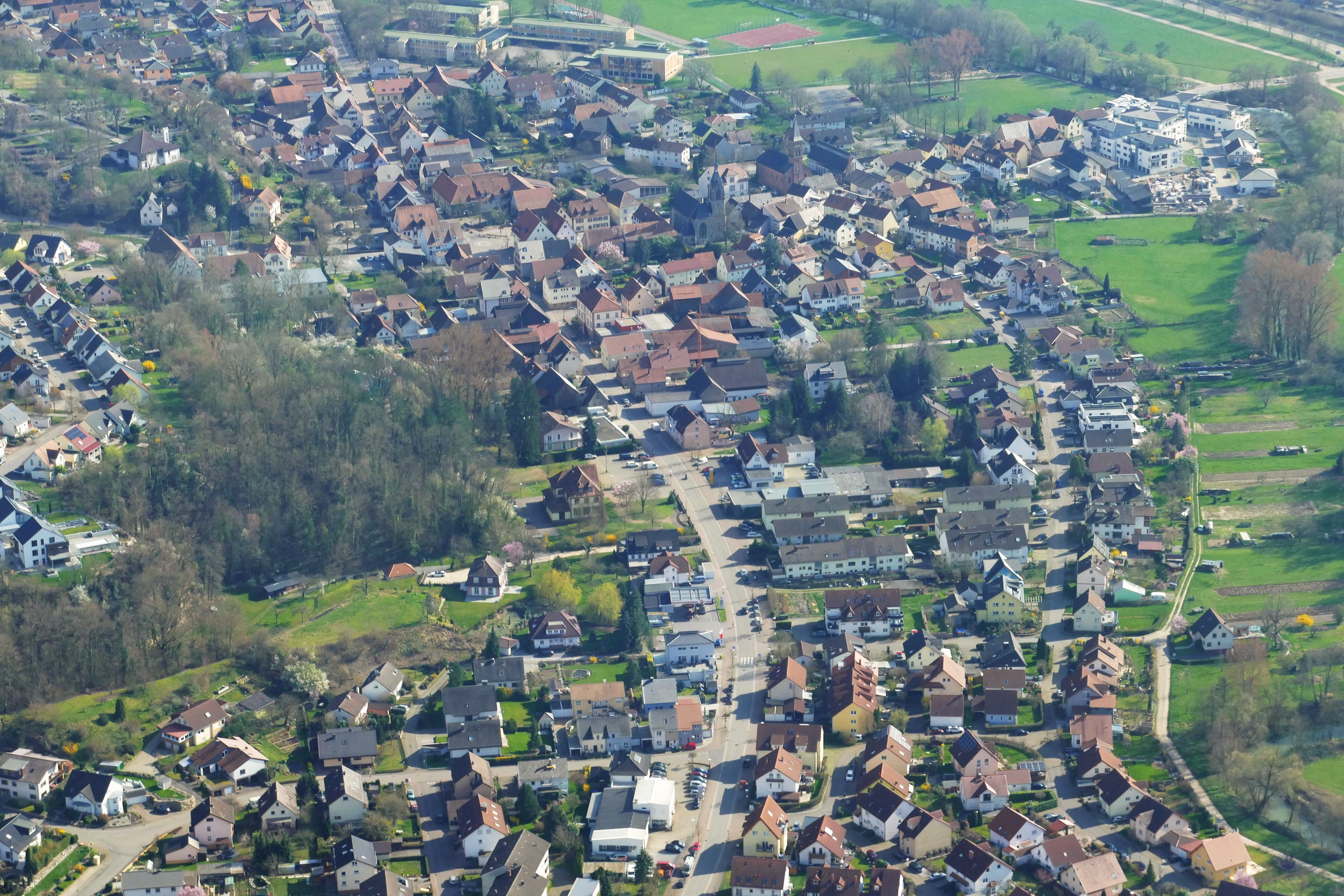
Luftaufnahme des Ortskerns von Mauer von Norden in Richtung Süden.

Mauer ist eine Gemeinde in Baden-Württemberg, die zum Rhein-Neckar-Kreis gehört. Der Ort mit knapp 4000 Einwohnern ist international bekannt als Fundort des Unterkiefers von Mauer, Typusexemplar des Homo heidelbergensis. Das Adjektiv zum Ortsnamen lautet „Mauermer“.

## Geografie
Mauer gehört zur Metropolregion Rhein-Neckar und liegt im nördlichen Kraichgau am Übergang zum Odenwald im Tal der Elsenz zwischen Heidelberg (17 Kilometer) und Sinsheim (13 Kilometer) auf einer Höhe von rund 130 bis knapp 240 Meter. Das Gemeindegebiet erstreckt sich über 630 Hektar. Davon sind 22,8 Prozent Siedlungs- und Verkehrsfläche, 55,3 Prozent werden landwirtschaftlich genutzt und 18,6 Prozent sind bewaldet.
Angrenzende Gemeinden sind, beginnend im Norden im Uhrzeigersinn, Wiesenbach, Meckesheim, Wiesloch, Leimen und Bammental.

## Geschichte

### Bis zum 18. Jahrhundert
Erstmals urkundlich erwähnt wurde Mauer im Jahre 1048 als „Muron“, was „Mauer“ bedeutet. Es ist unbekannt, von welchem Bauwerk der Name abgeleitet ist. Die erste Ansiedlung fand wohl im 8. oder 9. Jahrhundert statt, da die Nachbargemeinden im Elsenztal ebenfalls um diese Zeit besiedelt wurden. Der Ort gehörte zum staufischen Reichsland um Wimpfen und gelangte mit der Meckesheimer Zent um 1330 an die Kurpfalz. Als Ortsherren traten im 13. und 14. Jahrhundert die 1208 bis 1374 nachgewiesenen Herren von Mauer auf, anschließend wechselten die Herrschaftsverhältnisse durch Heirat und Vererbung häufig. Genannt werden u. a. die von Rosenberg, von Nippenburg, von Fechenbach, Vick von Reval, von Bettendorf und von Zyllnhardt. Das letzte Adelsgeschlecht, das mit Mauer 1831 belehnt wurde, waren die Freiherren Göler von Ravensburg, die bis 2002 im Ort ansässig waren.
Während des Dreißigjährigen Krieges plünderten die Bayern 1622 und die Schweden 1634 das Dorf. 1689 brannten es vermutlich Melacs Truppen nieder. Im Ort gab es seit dem hohen Mittelalter eine Wasserburg, die 1778 abgebrochen wurde.
Mauer erlebte durch den Ausbau der Chaussee von Neckargemünd nach Heilbronn um 1780 einigen Auftrieb. Auch Goethe kam auf einer Reise in die Schweiz am 27. August 1797 durch Mauer und hat dem Ort einige Zeilen gewidmet: „Mauer [...] liegt freundlich; eine artige Pappelallee führt vom Dorfe zu einem Lusthause. Die Weiber haben eine katholische, nicht unangenehme Bildung; die Männer sind höflich, keine Spur von Rohheit; man bemerkt eher eine sittliche Stille. Runkelrüben und Hanf standen allein noch auf den Feldern. Hinter dem Ort findet man eine Allee von Kirschbäumen an der Chaussee, die durch feuchte Wiesen erhöht durchgeht; sie wird mit Kalkstein gebessert [...]“

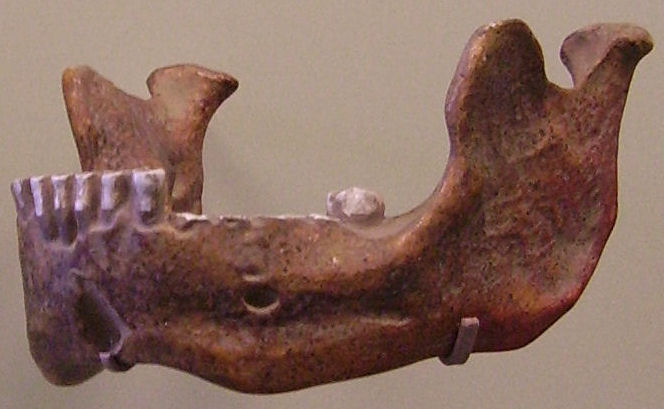
Replik des 1907 gefundenen Unterkiefers von Mauer

Der Abbau von Sand ist in Mauer seit 1584 nachgewiesen und es bestanden zahlreiche große Sandgruben. Grund dafür ist, dass der Neckar bis vor einer halben Million Jahren nicht in seinem heutigen Bett floss, sondern in einer langen Südschlinge über das Gebiet von Mauer zog und dabei hier Kies- und Sandbänke ablagerte; der längliche und in der Landschaft auffällige Neckargemünd-Bammentaler Holmut weiter nördlich ist der zur alten Schlinge gehörige Umlaufberg. In der Sandgrube „Grafenrain“ fand Daniel Hartmann am 21. Oktober 1907 den sehr gut erhaltenen Unterkiefer von Mauer, den später Otto Schoetensack wissenschaftlich beschrieb und der neuen Art Homo heidelbergensis zuordnete. Die Auffindung des Gebeins in mehreren Metern dicken Sedimentschichten legt nahe, dass der Urzeitmensch nicht hier gelebt hat, sondern dass der Ur-Neckar den Unterkiefer zusammen mit Sand und Kies hierher transportiert und abgelagert hat. In den Sandgruben von Mauer wurden noch zahlreiche andere fossile Knochen verschiedener Tierarten gefunden. Der Sandabbau im „Grafenrain“ wurde 1962 eingestellt.

### 19. Jahrhundert
1803 gelangte Mauer an Baden und wurde dem Amt Neckargemünd unterstellt. 1807 wurde ein grundherrliches Amt Mauer errichtet, das unmittelbar dem Oberamt Heidelberg unterstellt war. 1813 fiel Mauer an Neckargemünd zurück, mit dem es 1857 an das Amt Eberbach kam. Seit 1864 gehörte Mauer zum Amt Heidelberg, aus dem erst der Landkreis Heidelberg und später der heutige Rhein-Neckar-Kreis wurde.
Im 19. Jahrhundert traten in Mauer immer wieder starke Hochwasser der Elsenz auf.
Im Jahre 1862 ging die Bahnstrecke im Elsenztal in Betrieb, ab dem Jahr 1898 verkehrte ein Arbeiterzug nach Heidelberg. 1902 kam die elektrische Beleuchtung ins Dorf. 

### 20. Jahrhundert
Politisch war das Zentrum die stärkste Partei, das nur zu Beginn der Weimarer Republik kurz von den Sozialdemokraten überflügelt wurde. Ab 1930 erhielt die NSDAP die meisten Stimmen.
Mit Beginn des Krieges 1939 wurden viele männliche Bewohner eingezogen, so dass wegen fehlender Arbeitskräfte später Betriebe schlossen. Am stärksten machte sich der Mangel in der Landwirtschaft bemerkbar, wo verstärkt Frauen auf den Feldern arbeiten mussten. Gegen Ende des Zweiten Weltkriegs wurde Mauer von Tieffliegern angegriffen, die auf die örtliche Leimfabrik zielten. 
Nach 1945 erlebte die Gemeinde ihr stärkstes Wachstum; gleich nach dem Krieg wurden Mauer 416 Heimatvertriebene zugewiesen, denen man anfangs noch nicht einmal Wohnraum zur Verfügung stellen konnte. Im Laufe der Jahre seitdem wuchs Mauer weiter und entwickelte sich während der „Wirtschaftswunder“jahre zu einer Wohngemeinde mit guter Infrastruktur und einem lebendigen Vereinsleben. Politisch wurde wie in den meisten Gemeinden Baden-Württembergs die CDU zur dominanten Partei. Mit Auflösung des Landkreises Heidelberg kam Mauer 1973 zum neuen Rhein-Neckar-Kreis.
1994 wurde Mauer wie auch andere Dörfer im Elsenztal von einem der schlimmsten Hochwasser im 20. Jahrhundert heimgesucht, weshalb man neue Dämme errichtete. Durch den Bau einer westlichen Umgehungsstraße durch das Wiesental auf der gegenüberliegenden Elsenzseite wurde der Ortskern wieder beruhigt, den zuvor täglich 16.000 Fahrzeuge durchquert hatten.

### 21. Jahrhundert
In den Jahren ab 2000 wurden zwei große Neubaugebiete ausgewiesen, nach deren Bebauung die Bevölkerungszahl noch einmal stark anstieg.
2012 wurde in Mauer mit John Ehret zum ersten Mal in Baden-Württemberg ein Schwarzer zum Bürgermeister gewählt. Er amtierte bis 2024.

### Einwohnerentwicklung
Die Zunahme der Bevölkerungszahl in Mauer wurde im 17. Jahrhundert durch den Dreißigjährigen Krieg und die nachfolgenden Franzosenkriege unterbrochen. Verstärktes Wachstum stellte sich um 1780 im Zuge des Chaussee-Ausbaus ein, die Zahl der Ortsansässigen stagnierte durch Armut in der Mitte des 19. Jahrhunderts und wuchs dann mit der Industrialisierung und dem Eisenbahnbau wieder rapide. Nach dem Zweiten Weltkrieg nahm die Gemeinde zahlreiche Heimatvertriebene auf.

## Religionen
1522 wurde in Mauer die Reformation eingeführt; wahrscheinlich durch Franz von Sickingen. Heute bestehen sowohl eine evangelische als auch eine römisch-katholische Kirchengemeinde im Ort.

## Politik

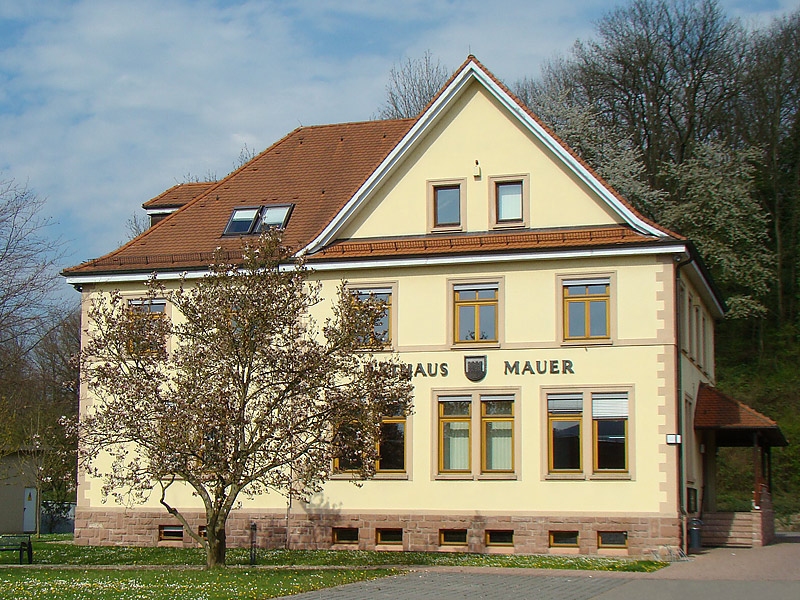
Rathaus von Mauer

### Gemeinderat
Der Gemeinderat in Mauer besteht aus den 14 gewählten ehrenamtlichen Gemeinderäten und dem Bürgermeister als Vorsitzendem. Der Bürgermeister ist im Gemeinderat stimmberechtigt.
Die Kommunalwahl am 9. Juni 2024 führte zu folgendem Ergebnis:
| Parteien und Wählergemeinschaften | Parteien und Wählergemeinschaften           | % 2024  | Sitze 2024 | % 2019 | Sitze 2019 | Kommunalwahl 2024 %403020100 39,03 %23,79 %22,28 %14,90 % CDUSPDUfMGrüneGewinne und Verlusteim Vergleich zu 2019 %p 4 2 0 −2 −4+1,93 %p+3,19 %p−3,32 %p−1,80 %pCDUSPDUfMGrüne |
| CDU                               | Christlich Demokratische Union Deutschlands | 39,03   | 6          | 37,1   | 5          | Kommunalwahl 2024 %403020100 39,03 %23,79 %22,28 %14,90 % CDUSPDUfMGrüneGewinne und Verlusteim Vergleich zu 2019 %p 4 2 0 −2 −4+1,93 %p+3,19 %p−3,32 %p−1,80 %pCDUSPDUfMGrüne |
| SPD                               | Sozialdemokratische Partei Deutschlands     | 23,79   | 3          | 20,6   | 3          | Kommunalwahl 2024 %403020100 39,03 %23,79 %22,28 %14,90 % CDUSPDUfMGrüneGewinne und Verlusteim Vergleich zu 2019 %p 4 2 0 −2 −4+1,93 %p+3,19 %p−3,32 %p−1,80 %pCDUSPDUfMGrüne |
| UfM                               | Unabhängig für Mauer                        | 22,28   | 3          | 25,6   | 4          | Kommunalwahl 2024 %403020100 39,03 %23,79 %22,28 %14,90 % CDUSPDUfMGrüneGewinne und Verlusteim Vergleich zu 2019 %p 4 2 0 −2 −4+1,93 %p+3,19 %p−3,32 %p−1,80 %pCDUSPDUfMGrüne |
| Grüne                             | Bündnis 90/Die Grünen                       | 14,90   | 2          | 16,7   | 2          | Kommunalwahl 2024 %403020100 39,03 %23,79 %22,28 %14,90 % CDUSPDUfMGrüneGewinne und Verlusteim Vergleich zu 2019 %p 4 2 0 −2 −4+1,93 %p+3,19 %p−3,32 %p−1,80 %pCDUSPDUfMGrüne |
| gesamt                            | gesamt                                      | 100,0   | 14         | 100,0  | 14         | Kommunalwahl 2024 %403020100 39,03 %23,79 %22,28 %14,90 % CDUSPDUfMGrüneGewinne und Verlusteim Vergleich zu 2019 %p 4 2 0 −2 −4+1,93 %p+3,19 %p−3,32 %p−1,80 %pCDUSPDUfMGrüne |
| Wahlbeteiligung                   | Wahlbeteiligung                             | 72,39 % | 72,39 %    | 70,1 % | 70,1 %     | Kommunalwahl 2024 %403020100 39,03 %23,79 %22,28 %14,90 % CDUSPDUfMGrüneGewinne und Verlusteim Vergleich zu 2019 %p 4 2 0 −2 −4+1,93 %p+3,19 %p−3,32 %p−1,80 %pCDUSPDUfMGrüne |

### Bürgermeister
- 1945–1946: Friedrich Heid
- 1946–1948: Johann Müller
- 1948–1954: Friedrich Zimmermann
- 1954–1962: Johann Müller
- 1962–1976: Gerhard Weiser (CDU)
- 1976–2001: Erich Mick (CDU)
- 2001–2012: Jörg Albrecht (parteilos)
- 2012–2024: John Ehret (parteilos)[8]
- seit 2024: Heiko Braun (SPD)

Bei der Bürgermeisterwahl am 28. Juli 2024 wurde Heiko Braun (SPD) mit 53,8 Prozent der Stimmen gewählt. Er trat das Amt am 1. Oktober 2024 an.

### Wappen
Die Blasonierung des Wappens lautet: In Silber auf grünem Boden eine rote Mauer mit vier Zinnen.
Schon das Ministerialengeschlecht, das im 13. Jahrhundert die Grundherrschaft über Mauer hatte, führte in ihrem Wappen das redende Bild der Mauer. Das Gerichtssiegel des Ortes, das sich seit 1752 nachweisen lässt, zeigte ebenfalls die Mauer. Nach diesen historischen Vorlagen schuf das Generallandesarchiv 1911 das Wappen.
Die Flagge ist Grün-Rot. Seit wann sie geführt wird, ist nicht bekannt.

## Kultur und Sehenswürdigkeiten

### Museen
Im Rathaus befindet sich das Urgeschichtliche Museum im Rathaus, das sich dem Fund und der Bedeutung des Homo heidelbergensis widmet, dessen Holotypus auf der Gemarkung der Gemeinde Mauer gefunden wurde.

### Bauwerke

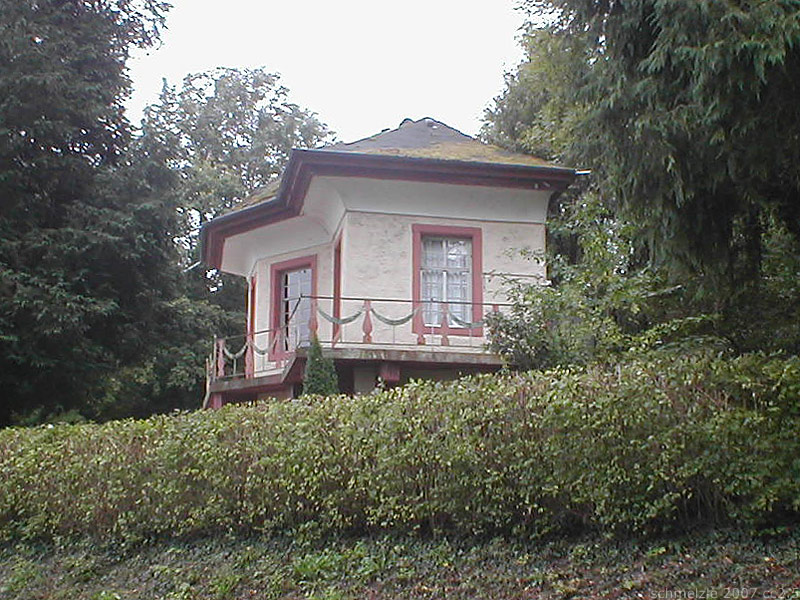
Lustschlösschen „Sorgenfrei“

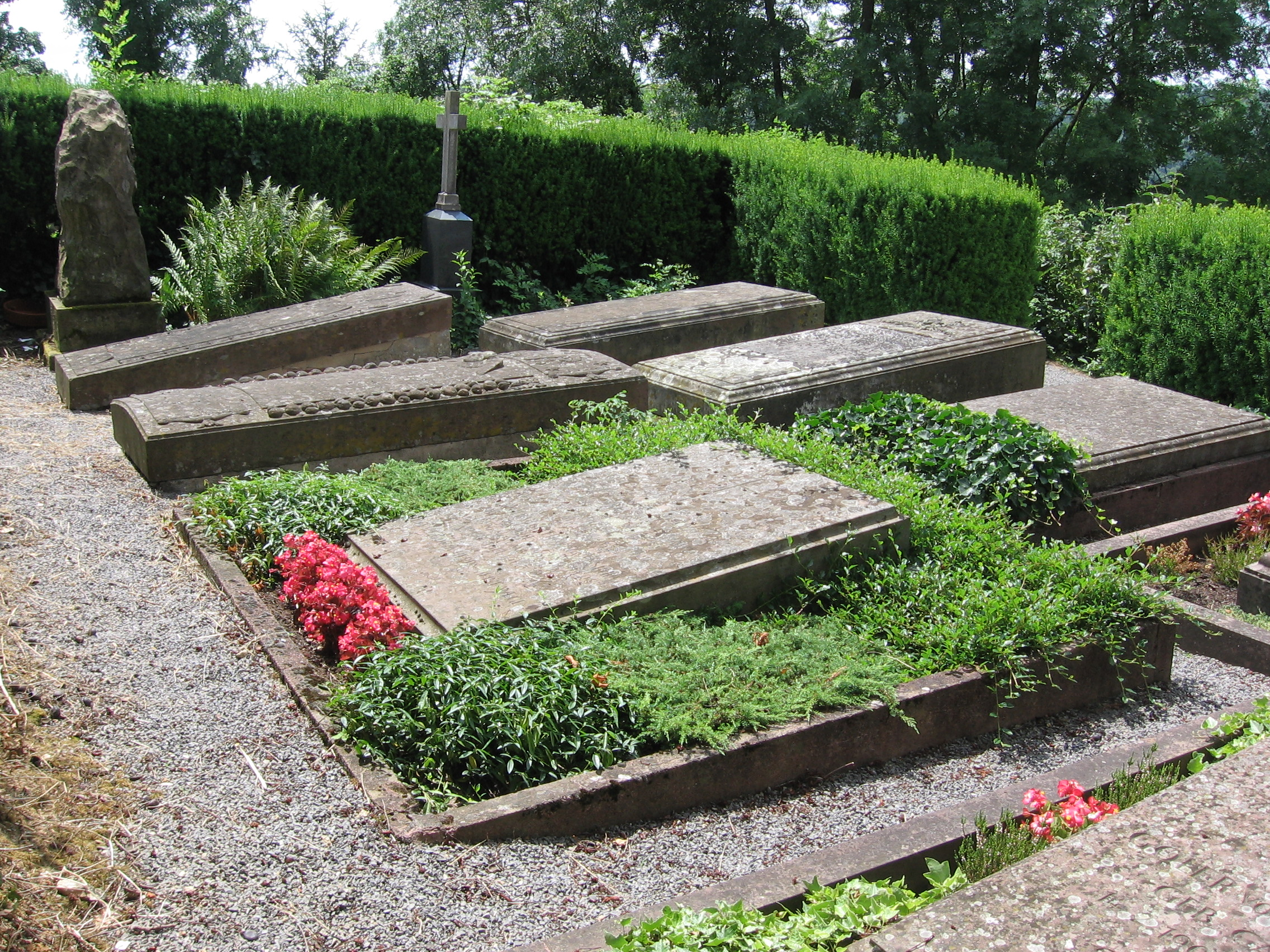
Gräber der Freiherren von Zyllnhardt und Göler von Ravensburg auf dem Friedhof

- Die katholische Kirche St. Bartholomäus wurde 1876 anstelle eines Vorgängerbauwerks von 1772 errichtet und 1950 renoviert.
- Die evangelische Kirche wurde 1896 im Stil der Neogotik nach Plänen von Baurat Hermann Behaghel erbaut. Bei einer Renovierung 1957 wurde das Dach vereinfacht.
- Lustschlösschen Sorgenfrei, erbaut 1788 unter Karl von Zyllnhardt am dem Ort gegenüberliegenden Berghang des Elsenztals. Das einstmals außerhalb des Ortes, über eine Chaussee zu erreichende, Schlösschen gilt als einer der kleinsten Feudalbauten im Rhein-Neckar-Gebiet. Heute bildet es den Abschluss der Bebauung am Ortsausgang nach Schatthausen.
- Das heutige Rathaus wurde ursprünglich um 1900 als Schulhaus erbaut. Erst nach dem Abriss des alten Rathauses von 1864 wurde es zum Rathaus umfunktioniert.
- Das Heid’sche Haus ist ein markantes Fachwerkhaus in der Ortsmitte, in dem sich die Bücherei sowie eine Ausstellung zum Homo heidelbergensis befinden.

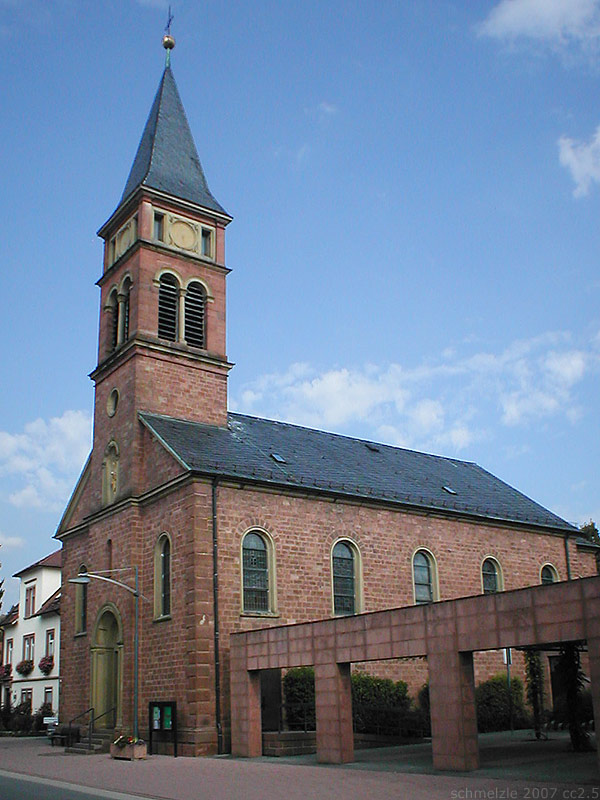
Kath. Kirche
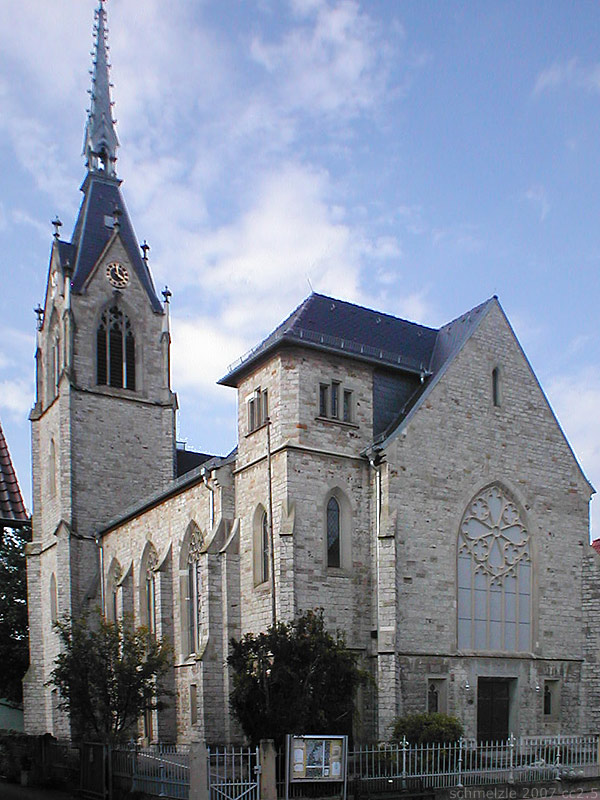
Evang. Kirche
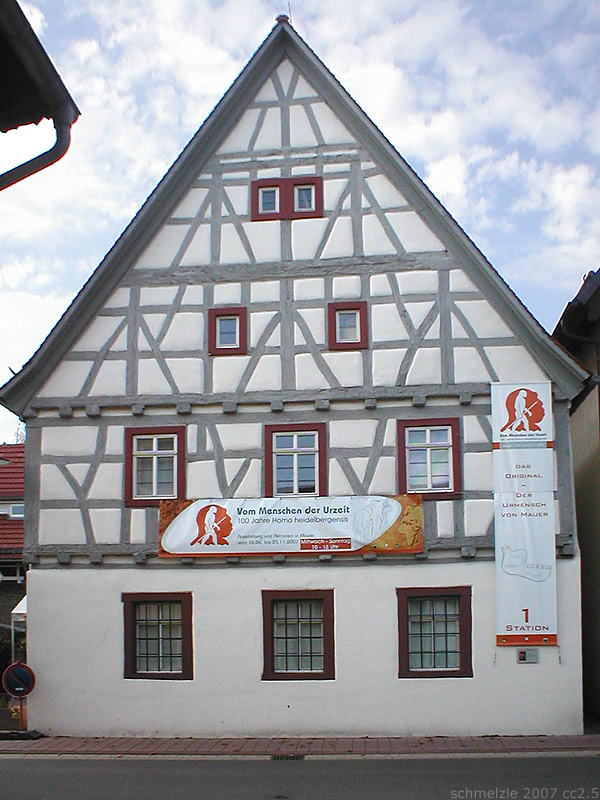
Heid’sches Haus
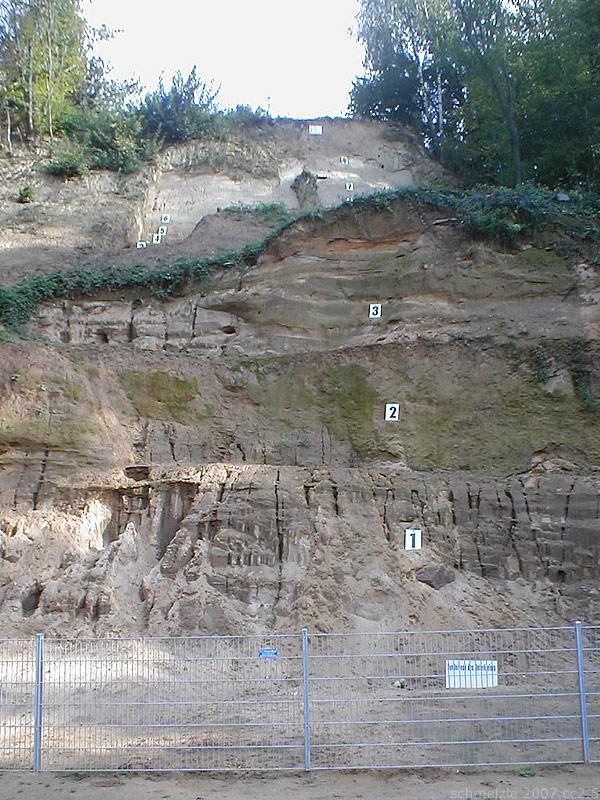
Sandgrube Grafenrain

### Naturdenkmäler
Die Sandgrube Grafenrain wurde zum Naturpark umgestaltet und zeigt beispielhaft an einem 25 Meter hohen Geländeschnitt die Sedimentschichtsituation, die der des (heute nicht mehr zugänglichen) Fundortes des Homo heidelbergensis entspricht.

## Wirtschaft und Infrastruktur

### Verkehr
Durch das Tal der Elsenz führen die 1862 erbaute Elsenztalbahn sowie die B 45 (Sinsheim–Wöllstadt).
Die Gemeinde ist mit der Linie S5 (Heidelberg–Sinsheim–Eppingen) beziehungsweise S51 (Heidelberg–Meckesheim–Aglasterhausen) an die S-Bahn RheinNeckar angebunden. Mauer gehört zum Tarifgebiet des Verkehrsverbunds Rhein-Neckar.
Durch Alltagradsrouten aus dem Radnetz Baden-Württemberg ist Mauer 
- über Wiesenbach mit Neckargemünd,
- über Meckesheim mit Sinsheim und
- in Meckesheim abzweigend über Waibstadt mit Mosbach verbunden.

### Bildung
Die Norbert-Preiß-Schule ist eine Grundschule. Außerdem sind drei Außenklassen der Stephen-Hawking-Schule Neckargemünd in der Schule untergebracht. Weiterführende Schulen können in Neckargemünd, Bammental und Sinsheim besucht werden. Die Gemeinde betreibt eine Bücherei. Für die jüngsten Einwohner besteht je ein evangelischer und römisch-katholischer Kindergarten.

## Partnergemeinde
Partnergemeinden sind:
| Frankreich | Tautavel, Frankreich (in Tautavel wurde der Mensch von Tautavel gefunden, ebenfalls ein Homo heidelbergensis) |
| Spanien    | Moià, Spanien/Katalonien                                                                                      |

## Persönlichkeiten

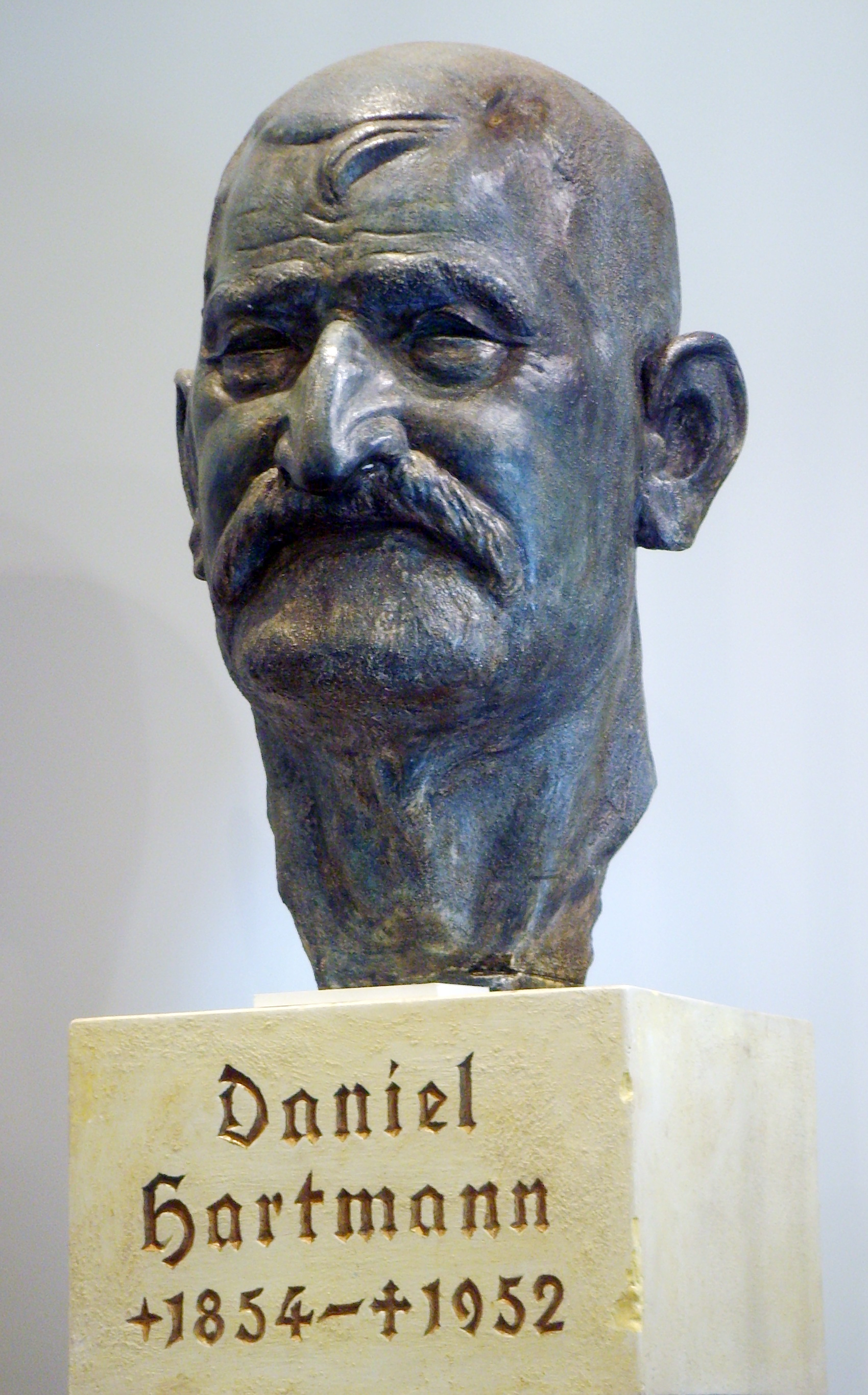
Büste von Daniel Hartmann

### Ehrenbürger
- Daniel Hartmann (1854–1952) fand den Unterkiefer des Homo heidelbergensis.
- Gerhard Weiser (1931–2003) war von 1962 bis 1976 Bürgermeister von Mauer. 1968 zog er zum ersten Mal in den Landtag ein und wurde später von 1976 bis 1996 Landwirtschaftsminister in Baden-Württemberg. Von 1996 bis 2001 war er Vize-Landtagspräsident. Trotz seines politischen Engagements blieb er seinem Heimatort verbunden und bewirtschaftete dort auch einen Hof.
- Erich Mick, Bürgermeister von 1976 bis 2001, Gründer des Vereins Homo heidelbergensis von Mauer e. V.

### Sonstige mit Mauer verbundene Personen
- Karl von Zyllnhardt (Forstmann) (1744–1816), deutscher Grundherr und Forstbeamter
- Karl von Zyllnhardt (Jurist) (1779–1828), deutscher Jurist und Politiker, MdL Baden